# 坎塔拉西略
坎塔拉西略，是西班牙卡斯蒂利亚-莱昂萨拉曼卡省的一个市镇。 总面积37平方公里，总人口253人（2001年），人口密度7人/平方公里。